# Liste der Einträge im National Register of Historic Places im Wharton County
Die Liste der Registered Historic Places im Wharton County führt alle Bauwerke und historischen Stätten im texanischen Wharton County auf, die in das National Register of Historic Places aufgenommen wurden.

## Aktuelle Einträge
| Lfd. Nr. | Name                                                   | Bild | Datum der Eintragung | Adresse/Lage                                                                                | Ort     | ID-Nr.   | Beschreibung |
| -------- | ------------------------------------------------------ | ---- | -------------------- | ------------------------------------------------------------------------------------------- | ------- | -------- | ------------ |
| 1        | Ben and Mary Davis House                               |      | 18. März 1993        | 100 S. Resident                                                                             | Wharton | 93000104 |              |
| 2        | Bolton-Outlar House                                    |      | 18. März 1993        | 517 N. Richmond                                                                             | Wharton | 93000108 |              |
| 3        | Colorado River Bridge                                  |      | 18. März 1993        | S. Richmond Rd. (Old US 59) across the Colorado R.                                          | Wharton | 93000117 |              |
| 4        | Dr. Green Davidson House                               |      | 18. März 1993        | 404 Bolton                                                                                  | Wharton | 93000111 |              |
| 5        | E. Clyde and Mary Elliott House                        |      | 18. März 1993        | 707 N. Walnut                                                                               | Wharton | 93000122 |              |
| 6        | Edwin Hawes House                                      |      | 18. März 1993        | 309 N. Resident                                                                             | Wharton | 93000102 |              |
| 7        | Edwin Hawes Jr. House                                  |      | 18. März 1993        | 119 S. Resident                                                                             | Wharton | 93000105 |              |
| 8        | F. F. Dannon House                                     |      | 18. März 1993        | 612 W. Caney                                                                                | Wharton | 93000095 |              |
| 9        | George C. and Annie Gifford House                      |      | 18. März 1993        | 615 W. Caney                                                                                | Wharton | 93000096 |              |
| 10       | Gerard A. Harrison House                               |      | 18. März 1993        | 209 E. Caney                                                                                | Wharton | 93000112 |              |
| 11       | Harrison-Dennis House                                  |      | 18. März 1993        | 409 W. Burleson                                                                             | Wharton | 93000110 |              |
| 12       | Henry B. Garrett House                                 |      | 18. März 1993        | 504 N. Fulton                                                                               | Wharton | 93000098 |              |
| 13       | House at 401 North Richmond                            |      | 18. März 1993        | 401 N. Richmond                                                                             | Wharton | 93000107 |              |
| 14       | House at 512 North Resident                            |      | 18. März 1993        | 512 N. Resident                                                                             | Wharton | 93000103 |              |
| 15       | J. H. Speaker House                                    |      | 18. März 1993        | 414 E. Alabama                                                                              | Wharton | 93000109 |              |
| 16       | John A. and Sophie Garrett House                       |      | 18. März 1993        | 401 E. Alabama                                                                              | Wharton | 93000115 |              |
| 17       | Joseph Andrew Hamilton House                           |      | 18. März 1993        | 325 N. Richmond                                                                             | Wharton | 93000106 |              |
| 18       | Leon Abovitz House                                     |      | 18. März 1993        | 212 N. Resident                                                                             | Wharton | 93000101 |              |
| 19       | Linn Street Historic District                          |      | 18. März 1993        | Roughly, the 500 blocks of Richmond Rd. and Houston St. and the 100--200 blocks of Linn St. | Wharton | 93000124 |              |
| 20       | Louis F. Worthing House                                |      | 18. März 1993        | 620 N. Walnut                                                                               | Wharton | 93000121 |              |
| 21       | Merrell-Roten House                                    |      | 18. März 1993        | 520 Ave. A                                                                                  | Wharton | 93000113 |              |
| 22       | Moran-Moore House                                      |      | 18. März 1993        | 501 N. Walnut                                                                               | Wharton | 93000120 |              |
| 23       | Moses Bernstein House                                  |      | 18. März 1993        | 1705 N. Richmond                                                                            | Wharton | 93000116 |              |
| 24       | Nettie Elkins House                                    |      | 18. März 1993        | 109 E. Alabama                                                                              | Wharton | 93000114 |              |
| 25       | Old First Methodist Episcopal Church South             |      | 18. März 1993        | 200 N. Fulton                                                                               | Wharton | 93000097 |              |
| 26       | St. John’s Evangelical Lutheran Church                 |      | 18. März 1993        | 612 N. Pecan                                                                                | Wharton | 93000100 |              |
| 27       | Texas and New Orleans Railroad Bridge                  |      | 18. März 1993        | Southern Pacific RR tracks, 0.25 mi. W of Old US 59, over the Colorado R.                   | Wharton | 93000123 |              |
| 28       | Texas and New Orleans Railroad Depot                   |      | 18. März 1993        | 100 block of N. Sunset                                                                      | Wharton | 93000119 |              |
| 29       | West Milam Street Mercantile Historic District         |      | 18. März 1993        | Roughly 637--668 W. Milam St.                                                               | Wharton | 93000125 |              |
| 30       | Wharton County Courthouse Historic Commercial District |      | 5. Nov. 1991         | Roughly bounded by the alley N of Milam St., Rusk St., Elm St. and Richmond St.             | Wharton | 91001624 |              |
| 31       | Wiley J. Croom House                                   |      | 18. März 1993        | 205 E. Milam                                                                                | Wharton | 93000099 |              |
| 32       | Willie Banker Jr. House                                |      | 18. März 1993        | 401 N. Rusk                                                                                 | Wharton | 93000118 |              |